# Michael Novotny
Michael Charles Novotny-Bruckner a Showtime egyik legsikeresebb sorozatának, a Queer As Folknak (A fiúk a klubból) karaktere. Megformálója Hal Sparks.
Michael kapcsolata anyjával, Debbie-vel és nagybátyjával, Vickel nagyon szoros. Az egyik epizódban Michael megtalálja igazi apját, Danny Devore-t, és rájön, hogy kapta a "Novotny" nevet.
Brian a legjobb barátja, akivel már 14 éves kora óta együtt van. Michael összeköltözik párjával, Bennel, az egyetemi professzorral, és sikeresen örökbefogadnak egy fiút, Huntert. Szintén apja Jenny Rebeccának, akit Melanie szült és Lindsay-vel közösen nevelik.
A sorozat első évadában még a Big Q-ban, egy Wal Mart-szerű áruházban dolgozik. Összejön Daviddel, a csontkováccsal. Elköltöznek az oregoni Portlandbe, de az évad végén David elhagyja Michaelt, így a férfi hazatér Pittsburgh-be. Később otthagyja a Big Q-t és önálló vállalkozásba kezd: vesz egy képregényboltot. Ott találkozik Bennel, akivel össze is jön, de a HIV közbeszól. Végül Michaelnek sikerül megbarátkozni a gondolattal, hogy barátja beteg.
A második évadban Justinnal készítenek egy képregényt, ami Rage-ről, a meleg szuperhősről szól (karaktere Briannen alapul). A történet nagy sikert arat, de a filmváltozat a negyedik szériában nem kerül felvételre, mivel törli a munkálatokat egy hollywoodi rendező.
Gyakran védelmezi gyerekkori barátját, Briant, akihez gyengéd szálak fűzik. Amikor Kinney szakít Justinnal, Michael közli a szőke sráccal, hogy tűnjön el az életükből. Az ötödik évad képkockáin Lindsay és Melanie szakítása Michaelt nagyon megviseli, a férfi félti Jenny Rebeccát. Mind a hárman nevelni akarják JR-t, de egyedül. Ezért el is kezdődik a harc, de végül megállapodnak.
Brian azzal vádolja Michaelt, hogy egy konformista homoszexuálissá vált, mivel van párja, van háza és egy nevelt fia is. Mikey úgy érzi, ez volt minden álma. (Ez egyfajta hit a melegek közt, mivel a melegjogi aktivisták szerint vannak férfiak, akik heteroszexuális életmódot akarnak folytatni, nevelve gyereket és elköltözve a forgalmas, melegbarát városból egy kevésbé elfogadóbb és konzervatív negyedbe vagy kisvárosba.)
Még az ötödik évadban, Michael súlyosan megsérül egy bombarobbanásban, ami a Babylonban következik be. Ő is újra értékeli az életét, csakúgy, mint Brian és a sorozat úgy ér véget, hogy vele táncol a Babylonban, miközben narrál: Szóval a tucc-tucc folytatódik. Mindig is folytatódni fog. Nem számít, mi történik. Nem számít, ki az elnök. Ahogy a diszkó királynője, az isteni Miss Gloria Gaynor énekli: Túl fogjuk élni.